# مقاطعة برينس جورج (فيرجينيا)
 مقاطعة برينس جورج  (بالإنجليزية:  Prince George County)‏ هي إحدى المقاطعات في ولاية فيرجينيا في الولايات المتحدة الأمريكية.

## أعلام
- جيسي لي
- كارتر باسيت هاريسون
- إدموند روفين
- توماس هول
- كارلوس تيري